# Алексеевка (Песчанобродская сельская община)
Алексе́евка (укр. Олексі́ївка) — село в Песчанобродской сельской общине Новоукраинского района Кировоградской области Украины.
До 2020 года входило в Добровеличковский район
Население по переписи 2024 года составляло 828 человек. Почтовый индекс — 27036. Телефонный код — 5253. Занимает площадь 4,25 км². Код КОАТУУ — 3521780601.